# Limnophora extincta
Limnophora extincta är en tvåvingeart som beskrevs av John Otterbein Snyder 1965. Limnophora extincta ingår i släktet Limnophora och familjen husflugor.
Artens utbredningsområde är Guam. Inga underarter finns listade i Catalogue of Life.